# Borbotana tumefacta
Borbotana tumefacta là một loài bướm đêm trong họ Noctuidae.